# Plagiochila tridenticulata
Plagiochila tridenticulata là một loài rêu trong họ Plagiochilaceae. Loài này được Dumort. mô tả khoa học đầu tiên năm 1835.
Danh pháp khoa học của loài này chưa được làm sáng tỏ. 